# シリヤン (小惑星)
シリヤン (7770 Siljan) は小惑星帯に位置する小惑星。1992年から1993年に行われた、ウプサラ＝ヨーロッパ南天天文台小惑星・彗星サーベイ (UESAC: Uppsala-ESO Survey of Asteroids and Comets) で発見された。
3億7700万年前の隕石衝突を起源とする、スウェーデンの湖、シリヤン から命名された。